# Natałka Połtawka

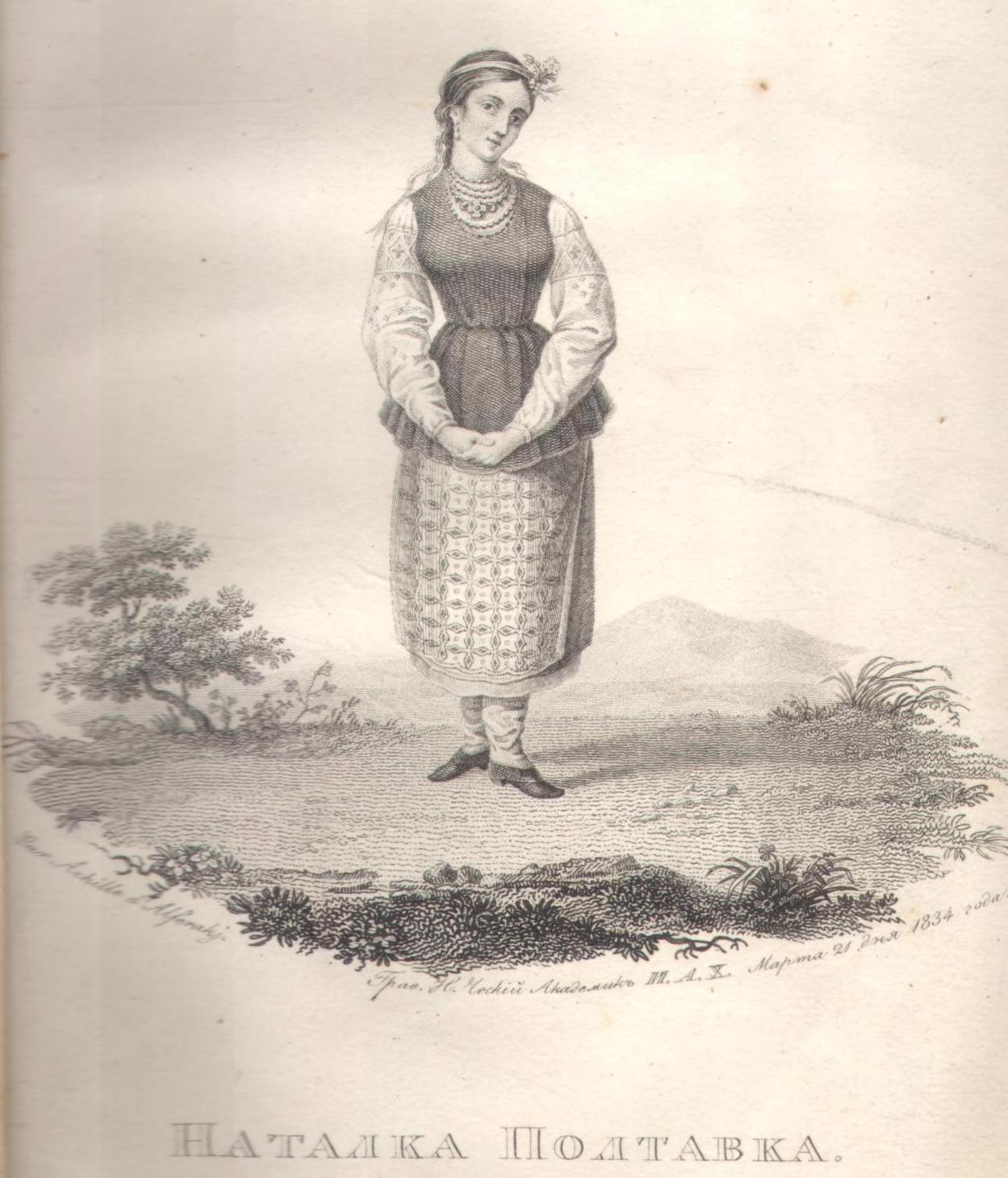
Obrazek Natalki Połtawki, 1834

Natałka Połtawka – sztuka teatralna autorstwa Iwana Kotlarewskiego, która zapoczątkowała nowoczesny okres w rozwoju ukraińskiej dramaturgii (nowyj ukrajinśkyj teatr).

## Historia powstania
Przed napisaniem „Natałki Połtawki” Iwan Kotlarewski był już znany w ukraińskim i rosyjskim świecie literackim jako autor „Eneidy”, trawestacji poematu Wergiliusza, pierwszego w historii utworu literackiego napisanego autentycznym językiem ukraińskim. W latach 1818–1821 Kotlarewski został powołany na stanowisko jednego z dwóch dyrektorów Wolnego Teatru Połtawskiego i był odpowiedzialny za jego repertuar. Krytyczny stosunek do wystawianych w ówczesnych ukraińskich teatrach sztuk sprawił, iż pisarz zainteresował się dramaturgią. Kotlarewski dokładał starań, by zapewnić Teatrowi Połtawskiemu repertuar o prawdziwie ukraińskim charakterze. Pokłosiem tych starań były napisane przez niego w latach 1818–1819 sztuki „Natałka Połtawka” oraz „Moskal-czariwnyk”
Jedną z głównych przyczyn powstania Natałki Połtawki badacze twórczości Kotlarewskiego widzą w oburzeniu pisarza wywołanym sztuką rosyjskiego dramaturga  A. A. Szachowskiego pt. „Kazak-stichotworec”, w której ukraińskie życie społeczne i zwyczaje przedstawione były w sposób prześmiewczy, a językowi ukraińskiemu nadane były wyraźne cechy karykaturalne. Utwór „Natałka Połtawka” miał być godną odpowiedzią na utwór Szachowskiego, przedstawiającą prawdziwy obraz wsi, kultury oraz uczuciowości ukraińskiej.
„Natałka Połtawka” ukończona została w 1819 i w tym samym roku utwór po raz pierwszy pojawił się na scenie Teatru Połtawskiego, dla którego został pierwotnie napisany. Drukiem sztuka ukazała się dopiero w 1838. Wydał ją wtedy w swoim „Ukraińskim Almanachu” I. Sriezniewskij. Od tego czasu utwór stał się znany również poza granicami Ukrainy.

## Forma utworu
Sztuka składa się z dwóch aktów. W skład pierwszego aktu wchodzi siedem scen, a w skład drugiego – jedenaście.
Sam Iwan Kotlarewski określał swoją sztukę jako „operę małorosyjską w dwóch aktach”. Użyta nazwa gatunkowa była jednak dosyć umowna. Ówczesnym zwyczajem, zwłaszcza w rosyjskiej dramaturgii, było nazywanie niektórych utworów dramatycznych „operami” ze względu na to, iż zawarte były w nich, prócz tekstu głównego, oddzielne partie wokalne, które aktorzy wykonywali przy akompaniamencie instrumentów muzycznych. Ogólnie rzecz biorąc były to jednak utwory dramatyczne. Również i „Natałka Połtawka” jest sztuką teatralną z wyraźnym wątkiem społeczno-obyczajowym i dramatycznymi konfliktami.
Dialogi sceniczne występują w Natałce Połtawce naprzemiennie z partiami wokalnymi. Utwór szczególnie mocno nasycony jest pieśniami mającymi swoje źródło w kulturze ludowej Ukrainy. Niektóre z pieśni stworzone są przez samego autora na wzór tych śpiewanych przez lud ukraiński („Wijut’ witry, wijut’ bujni”, „Wije witer horoju”, „Wydno szliachy połtawśkiji”, „Oj, ja diwczyna Połtawka”). Pieśniom autorskim towarzyszą również utwory przejęte wprost z ukraińskiego folkloru („Oj pid wyszneju, pid czereszneju”, „U sosida chata biła”, „Did rudyj i baba ruda”). Jedna z użytych w utworze pieśni („Wsiakomu horodu nraw i prawa”, użyta dla charakterystyki woźnego Teterwakowskiego) to zaś nawiązanie do twórczości Hryhorija Skoworody.
Sztuka Kotlarewskiego sprawiła, iż w praktyce ówczesnych – zarówno amatorskich, jak i profesjonalnych – ukraińskich grup teatralnych na długo przyjął się specyficzny typ spektaklu dramatycznego, mocno nasyconego muzyką ludową (zarówno w wersji solowej jak i chóralnej) oraz tańcami narodowymi. Od czasu premiery w 1819 roku „Natałka Połtawka” cieszy się niesłabnącą popularnością i jest jedną z najczęściej wystawianych sztuk teatralnych na Ukrainie.

## Opis fabuły

### Treść

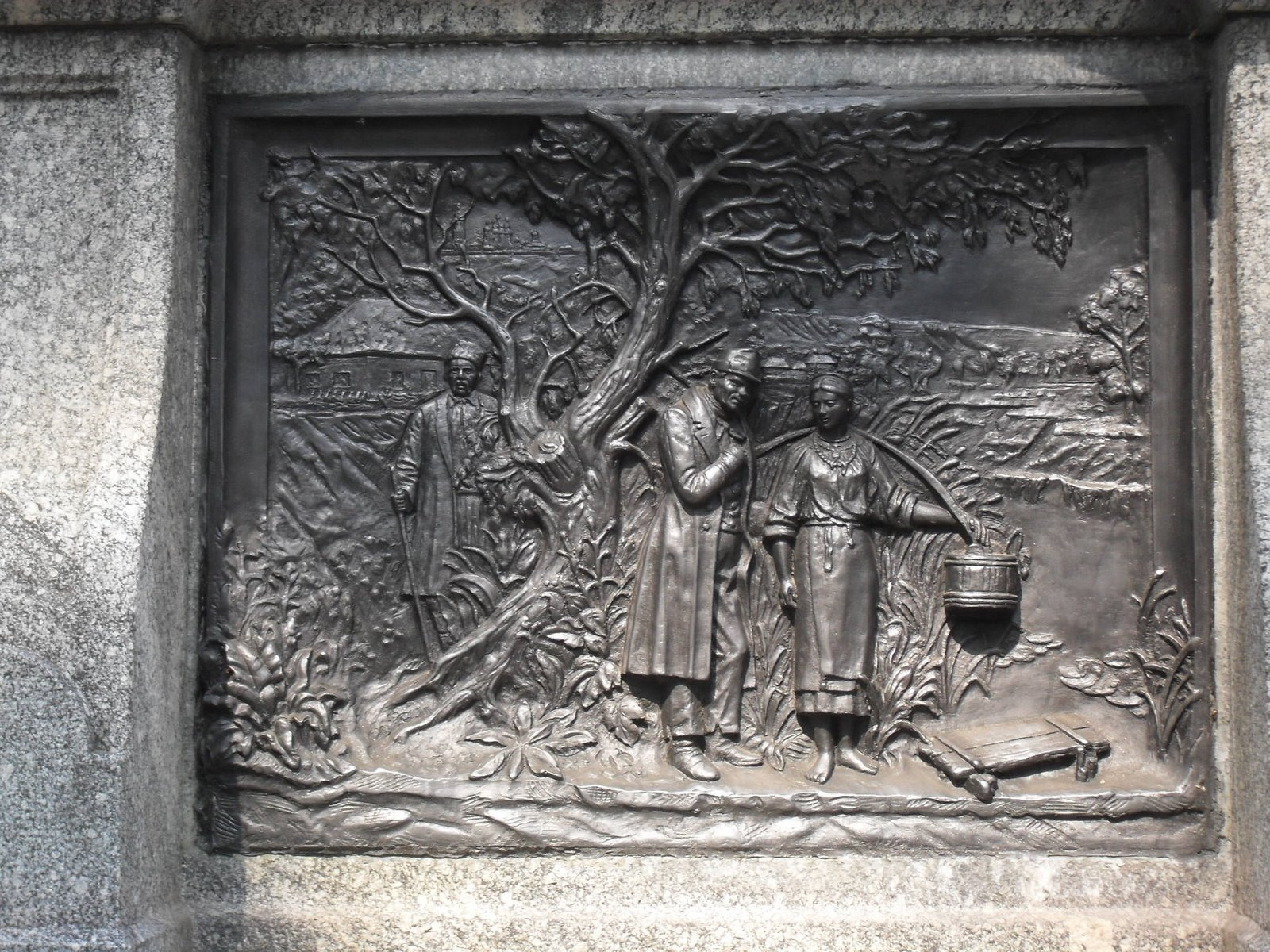
Scena z utworu przedstawiona na pomniku Iwana Kotlarewskiego w Połtawie (rzeźbiarz L. Pozen)

Natałka, prosta wiejska dziewczyna, kocha Petra – sierotę, który wychowywał się w domu jej ojca Terpyła jako parobek. Dowiedziawszy się o miłości Petra i Natałki ojciec dziewczyny przepędza biednego parobka z gospodarstwa. Ten udaje się w konsekwencji za granicę, by zarobić pieniądze na przyszłe wspólne życie z Natałką. Wkrótce przepada bez wieści.
Tymczasem ojciec Natałki niespodziewanie umiera, a dziewczyna i jej matka Horpyna Terpyłycha cierpią wielką biedę w okolicach Połtawy. Piękno i rozum dziewczyny przyciągają wielu adoratorów, ta jednak wciąż wierzy w powrót Petra. Prześladowcą Natałki staje się woźny Teterwakowski – bogacz, który na wszelkie sposoby stara się przekonać Natałkę, by została jego żoną. W dziele tym pomaga mu jego przyjaciel Makohonenko, który zobowiązuje się przekonać matkę dziewczyny do planu woźnego. Natałki nie pociąga jednak ani sława, ani przyszłe bogactwa. Dziewczyna zmienia decyzję dopiero pod ciężarem łez matki, która nie jest w stanie dłużej znosić skrajnego ubóstwa, w jakim znalazła się razem z córką po śmierci męża.
Po oficjalnych zaręczynach Teterwakowskiego i Natałki w Połtawie pojawia się nieoczekiwanie Petro. Pierwsze spotkanie Petra i Natałki przepełnione jest szczęściem, na drodze którego staje jednak woźny, który grozi dziewczynie sądem i więzieniem, jeśli ta nie dotrzyma obietnicy małżeństwa. W obliczu tej skomplikowanej sytuacji Petro chce odejść, oddając uprzednio Natałce wszystkie zarobione pieniądze. Ta jednak odtrąca gest Petra, oświadczając jednocześnie, iż jej nieszczęścia nie da się odkupić pieniędzmi, a ona sama prędzej umrze niż wyjdzie za woźnego. Teterwakowski oszołomiony tak zdecydowaną odmową dziewczyny godzi się ze swym losem i pozwala młodym być razem.

### Postacie
- Natałka
- Petro
- Woźny Teterwakowski
- Sołtys Makohonenko
- Mykoła
- Horpyna Terpyłycha

## Znaczenie utworu
Poprzez dramat „Natałka Połtawka” Kotlarewski jako pierwszy wnosi do ukraińskiej kultury szereg idei estetycznych oświecenia. Bohaterami jego utworów stają się przedstawiciele prostego ludu, którzy cechują się wysoką moralnością i którzy mogą stanowić dla widza przykłady godne szacunku i naśladowania. 
Zamiast głównego konfliktu klasycystycznego między człowiekiem a społeczeństwem w dramaturgii Kotlarewskiego pojawia się życiowy konflikt między członkami społeczeństwa, którego przyczyny dosyć wyraźnie tkwią w społecznej nierówności. M. Jacenko uważa, iż dramat Kotlarewskiego jest dzięki temu oryginalnym zjawiskiem w ogólnoeuropejskim systemie gatunkowym oświeceniowego dramatu mieszczańskiego. 
Utwór Kotlarewskiego, mimo szczęśliwego zakończenia, jest w istocie protestem przeciwko ówczesnej niesprawiedliwości społecznej, która wyraziła się w dramacie Natałki, zmuszonej do zduszenia swych uczuć i zgody na ślub z niekochanym człowiekiem udzielonej tylko przez wzgląd na cierpienia matki. 
Znany ukraiński aktor i dramaturg Iwan Karpenko-Kary nazwał sztukę „pramatką ukraińskiego teatru narodowego” i uważał, iż jest ona „wzorem poezji ludowej w formie dramatycznej”. Wskazując na organiczną bliskość treści „Natałki Połtawki”  do myśli i przeżyć narodu oraz na jej wielki wpływ emocjonalny na widzów Karpenko-Kary twierdził iż i radość i cierpienie Natałki były radością i cierpieniem całej sali, która nabita była pańskimi sługami.

## Opracowania muzyczne
Opracowanie muzyczne sztuki rozpoczęto już za życia autora. Muzykę  do zawartych w Natałce Połtawce pieśni napisał pierwotnie Anatolij Barsyćkyj. Późniejsze opracowania stworzone były przez takich kompozytorów jak  Ałoiz Jedliczka, Opanas Markowycz, Mykoła Wasiliew. Przede wszystkim jednak na motywach sztuki Kotlarewskiego powstała w 1890 opera Mykoły Łysenka, która weszła do klasyki ukraińskiej sztuki operowej. 

## Ekranizacje

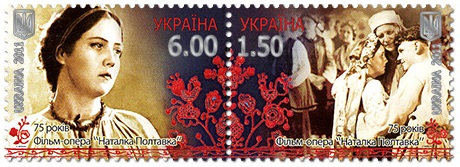
Znaczek pocztowy wydany z okazji 75-lecia pierwszej ekranizacji utworu

Sztuka Kotlarewskiego uwieczniona została na taśmie filmowej już w 1911. Było to zarejestrowane przez wytwórnię „Chudożestwo” nagranie przedstawienia, które odbyło się w Katerynosławiu. Uwieczniony w ten sposób spektakl, w którym Natałkę grała wielka ukraińska aktorka Marija Zańkowećka, cieszył się ogromną popularnością na ukraińskich salach kinowych aż do początku lat trzydziestych. Premiera pierwszej radzieckiej adaptacji filmowej utworu Iwana Kotlarewskiego przypada na 24 grudnia 1936 (film w reżyserii Iwana Kawaleridze nakręcony w wytwórni „Ukrainfilm”). Rok później sztukę zekranizowano również w Stanach Zjednoczonych (reżyserem filmu był Wasyl Awramenko) ). W 1978 w wytwórni „Ukrtelefilm” zrealizowano kolejną ekranizację (reżyser Rodion Jefymenko).